# 魔髮精靈唱遊世界
是一部於2020年上映的美國3D電腦動畫音樂奇幻喜劇片，由夢工廠動畫公司製作、環球影業發行，為2016年電影《魔髮精靈》的續集。本片由華特·道恩執導，強納森·艾柏與葛倫·柏格、伊莉莎白·蒂皮特、瑪雅·富比士和華萊士·沃達斯基編劇。主要配音員包括安娜·坎卓克、賈斯汀·提姆布萊克、詹姆斯·柯登、昆瑙·納亞爾、奧齊·奧斯本和瑞秋·布魯姆。
《魔髮精靈唱遊世界》由環球影業於2020年4月10日在美國有限上映，並於同日以VOD形式發行。續集《魔髮精靈：樂團在一起》定於2023年11月17日於美國上映。

## 劇情
波比和小布他們發現世界上總共有六種的精靈部落，包括流行、放克、古典、電音、鄉村以及搖滾，然而搖滾部落的芭碧女王卻想摧毀其它的音樂，讓搖滾稱霸世界。為了阻止芭碧女王，波比、小布、大支和褲哥等流行精靈聯合其他的部落精靈，聯手擊敗芭碧女王。

## 角色
- 安娜·坎卓克 配音 波比女王（Queen Poppy）
- 賈斯汀·提姆布萊克 配音 小布（Branch）
- 詹姆斯·柯登 配音 大支（Biggie）
- 奧齊·奧斯本 配音 鞭擊王（King Thrash）
- 瑞秋·布魯姆 配音 芭碧女王（Queen Barb）
- 安德森·帕克（英语：Anderson Paak） 配音 丹王子（Prince D）
- 喬治·柯林頓 配音 昆西國王（King Quincy）
- 瑪麗·布萊姬 配音 埃森斯女王（Queen Essence）
- 凱莉·克萊森 配音 黛爾塔·東恩（Delta Dawn）
- 山姆·洛克威爾 配音 嘻咕哩（Hickory）
- 朗恩·芬奇斯（英语：Ron Funches） 配音 褲哥（Cooper）
- 愛卡娜女王 配音 大紅與大紫（Satin and Chenille）
- 昆瑙·納亞爾 配音 白閃閃（Guy Diamond）
- 傑米·道南 配音 查茲（Chaz）
- J·巴爾文 配音 崔西羅（Tresillo）
- 基南·湯普森（英语：Kenan Thompson） 配音 小閃閃（Tiny Diamond）
- 凱文·麥可·理查森 配音 貓貓蟲先生（Mr. Dinkles）
- 華特·道恩（英语：Walt Dohrn） 配音 斯米奇（Smidge）和 白雲（Cloud Guy）
- 艾絲瑟·迪恩（英语：Ester Dean） 配音 長腿（Legsly）
- 古斯塔沃·杜達美 配音 精靈扎特（Trollzart）
- 安東尼·拉莫斯 配音 精靈力士王（King Trollex）
- 弗魯拉·柏格（英语：Flula Borg） 配音 嘀咕哩（Dickory）
- 卡蘭·索尼 配音 里夫（Riff）
- 查琳·易（英语：Charlyne Yi） 配音 潘弱笛（Pennywhistle）
- 柔伊·黛絲香奈 配音 壁花（Bridge）
- 克里斯多福·米茲-布拉斯（英语：Christopher Mintz-Plasse） 配音 庫巴王子（Prince Gristle）
- 賈斯汀·麥克埃羅伊（英语：Justin McElroy） 配音 Beat Drop Button和Tumbleweed
- 崔維斯·麥克埃羅伊（英语：Travis McElroy） 配音 Hard Rock Tear
- 格里芬·麥克埃羅伊（英语：Griffin McElroy） 配音 Country Music Tear
- Red Velvet 配音 The K-Pop Gang
  - Irene 配音 Baby Bun
  - Seulgi 配音 Gomdori
  - Wendy 配音 Wani
  - Joy 配音 Ari
  - Yeri 配音 Kim-Petit

## 製作
2017年2月28日，環球影業和夢工廠動畫公司宣佈製作《魔髮精靈》的續集，安娜·坎卓克、賈斯汀·提姆布萊克將回歸聲演波比和小布。2018年5月，宣佈山姆·洛克威爾、饒舌者錢斯、安東尼·拉莫斯、傑米·道南、卡蘭·索尼和弗魯拉·柏格加盟電影，而詹姆斯·柯登、愛卡娜女王、朗恩·芬奇斯、昆瑙·納亞爾將回歸聲演各自的角色。2018年6月12日，片名改為《Trolls World Tour》。2018年10月，凱莉·克萊森加盟並將演唱原創歌曲。2019年6月，宣佈J·巴爾文、瑪麗·布萊姬、瑞秋·布魯姆、喬治·柯林頓、艾絲瑟·迪恩和古斯塔沃·杜達美加盟電影。2020年2月，宣佈韓國女子組合Red Velvet將為片中的韓流精靈（K-Pop Trolls）配音和演唱歌曲。

## 發行
《魔髮精靈唱遊世界》原定於2020年4月10日上映，後延至2020年4月17日在美國上映。2020年3月，由於《007：生死交戰》受2019冠狀病毒病疫情影響延期上映，為填補復活節檔期，本片提前至2020年4月10日在美國有限上映，並於上映當天同步在串流平台出租。

### 評價
爛番茄根據161條評論，獲得71%的新鮮度，平均得分6.2／10，觀眾投票獲得58%的分數，平均得分為3.4／5。在Metacritic上，電影獲得51分。

### 票房
| 上一届： 《隱形人》 | 2020年美國週末票房冠軍 第15-23週 | 下一届： 《隱形人》 |